# Ankhhaf
Ankhhaf (o Ankhaef) (fl. XXVI secolo a.C.) è stato un principe egizio della IV dinastia. Fu inoltre visir durante il regno del faraone Chefren (2558 a.C. - 2532 a.C.), che era suo nipote.

## Biografia
Ankhhaf fu figlio del faraone Snefru (ca. 2613 a.C. - 2589 a.C.), mentre la madre non è nota. Suo fratello maggiore era il principe Kanefer e un suo fratellastro era Cheope, più anziano di lui, che divenne faraone alla morte di Snefru. Ebbe i titoli di Figlio maggiore del re-del Suo corpo (sa nswt n khtf smsw), visir e Grande dei Cinque della Casa di Thot (wr djw pr-Djehuti).
La tomba di Ankhhaf è la mastaba G 7510 nella necropoli di Giza, in cui sussistono rappresentazioni della sorellastra e sposa Hetepheres, figlia di Snefru e della regina Hetepheres I, Figlia maggiore del re-del Suo corpo, Colei che Egli ama (sat nswt n khtf smst mrt.f) e sacerdotessa di Snefru (hmt-nTr Snfrw). Ankhhaf e la principessa Hetepheres ebbero una figlia, il cui nome non è giunto, ma che fu madre di un sacerdote di Cheope di nome Akhtef.
Ankhaf assistette sicuramente alla costruzione della Grande Piramide di Cheope e probabilmente ebbe un ruolo nella realizzazione di Sfinge di Giza. La sua mastaba è la più grande del cimitero orientale, a Giza. Un superbo e realistico busto del principe Ankhhaf, in calcare dipinto, scoperto nella sua tomba, è comunemente ritenuto opera di un grande maestro dell'arte egizia e si trova al Museum of Fine Arts di Boston.